# 626 (tal)
626 är det naturliga heltal som följer 625 och följs av 627.

## Matematiska egenskaper
- 626 är ett jämnt tal.
- 626 är ett semiprimtal[1].
- 626 är ett sammansatt tal.
- 626 är ett defekt tal.
- 626 är ett palindromtal i det decimala talsystemet.
- 626 är ett palindromtal i det kvinära talsystemet.

## Inom vetenskapen
- 626 Notburga, en asteroid.